# Escape from Zahrain
Escape from Zahrain é um filme estadunidense de 1962, dos gêneros aventura, drama e suspense, dirigido por Ronald Neame, roteirizado por Michael Barrett e Robin Estridge, música de Lyn Murray.

## Sinopse
Um líder nacionalista de um país árabe, condenado à morte, foge de seus perseguidores através do deserto.

## Elenco
- Yul Brynner ....... Sharif
- Anthony Caruso ....... Tahar
- Sal Mineo ....... Ahmed
- Jay Novello ....... Hassan
- Madlyn Rhue ....... Laila
- Leonard Strong ....... Motorista da ambulância
- Jack Warden ....... Huston